# Orchamus raulinii
Orchamus raulinii is een rechtvleugelig insect uit de familie Pamphagidae. De wetenschappelijke naam van deze soort is voor het eerst geldig gepubliceerd in 1854 door Lucas.